# Aittosaari (ö i Södra Savolax, S:t Michel)
Aittosaari är en ö i Finland. Den ligger i sjön Ylä-Rieveli och i kommunen Pertunmaa i den ekonomiska regionen  S:t Michel och landskapet Södra Savolax, i den södra delen av landet, 160 km nordost om huvudstaden Helsingfors. Öns area är 62,1 hektar och dess största längd är 1,3 kilometer i sydöst-nordvästlig riktning.